# Herb gminy Jodłowa
Herb gminy Jodłowa – symbol gminy Jodłowa.

## Wygląd i symbolika
Herb przedstawia na tarczy dzielonej w słup w dolnej części zielone wzgórze, w polu lewym czerwonym pelikana karmiącego swoją krwią pisklęta (wizerunek pochodzący z pieczęci gromadzkiej Jodłowej), a w polu prawym białym zieloną jodłę (nawiązanie do nazwy gminy), ukoronowaną, z insygniami biskupimi w dolnej części (symbol własności królewskiej i biskupiej). 